# El balcón abierto
El balcón abierto és una pel·lícula espanyola del 1980 dirigida per Jaime Camino amb guió de José Manuel Caballero Bonald en la que vol fer un homenatge a Federico García Lorca tot dramatitzant fragments dels seus poemes i de l’obra de teatre "La casa de Bernarda Alba".

## Argument
La pel·lícula revela la vida, treballs literaris i la personalitat de Federico García Lorca emprant els punts de vista reals de nens d'escola que lentament el descobreixen. Tan important com la pèrdua de García Lorca és el fet que els escolars no tenen clar qui va ser i per què va haver-hi una guerra civil en 1936.

## Repartiment
- José Luis Gómez - Poeta
- Amparo Muñoz - la dona
- Antonio Flores - El Amargo
- Berta Riaza - La mare
- Álvaro de Luna - El genet

## Recepció
Fou projectada a la secció Venecia TV de la 41a Mostra Internacional de Cinema de Venècia, on va tenir una bona acollida del públic.